# Pachyptilus lobatus
Pachyptilus lobatus is een eenoogkreeftjessoort uit de familie van de Augaptilidae. De wetenschappelijke naam van de soort is voor het eerst geldig gepubliceerd in 1920 door Sars G.O..